# Dossa Júnior
Dossa Momad Omar Hassamo Júnior, kurz Dossa Júnior (griechisch Ντόσσα Τζούνιορ; * 28. Juli 1986 in Lissabon) ist ein zyprisch-portugiesischer Fußballspieler.

## Karriere

### Verein
Dossa Júnior erlernte das Fußballspielen u. a. in den Nachwuchsabteilungen von Imortal DC und Louletano DC und begann beim erstgenannten 2005 auch seine Profifußballkarriere.
2006 nahm er das Angebot vom zyprischen Verein Digenis Akritas Morphou und begann mit 20 Jahren seine Karriere im Ausland fortzusetzen. Bereits nach einem Jahr wechselte er innerhalb Zyperns zu AE Paphos und zwei weitete später zu AEL Limassol. Bei Limassol etablierte er sich als wichtiger Leistungsträger.
Zur Saison 2013/14 verließ Dossa Júnior nach sieben Jahren Zypern und wechselte in nach Polen zu KP Legia Warschau. Hier absolviert er in zwei Jahren 35 Ligaspiele.
Zur Saison 2015/16 verpflichtete ihn der türkische Erstligist Torku Konyaspor. Für die Rückrunde der Saison 2015/16 lieh ihn sein Verein an den Ligarivalen Eskişehirspor aus. Im Sommer 2016 wechselte er zu seinem früheren Verein AEL Limassol. Dort gewann er drei Jahre später den nationalen Pokal durch ein 2:0-Sieg im Finale über APOEL Nikosia.
Seit dem 1. Juli 2020 ist der Abwehrspieler vereinslos.

### Nationalmannschaft
Dossa Júnior nahm 2012 das Angebot für die zyprische Nationalmannschaft zu spielen an. Nach der Einbürgerung gab er sein Länderspieldebüt am 15. August 2012 gegen die bulgarische Nationalmannschaft. Bis 2019 absolvierte er insgesamt 24 Partien, in denen er einmal traf.

## Erfolge
- Zyprischer Meister: 2012
- Polnischer Meister: 2014
- Polnischer Pokalsieger: 2015
- Zyprischer Pokalsieger: 2019